# 대한민국의 야구

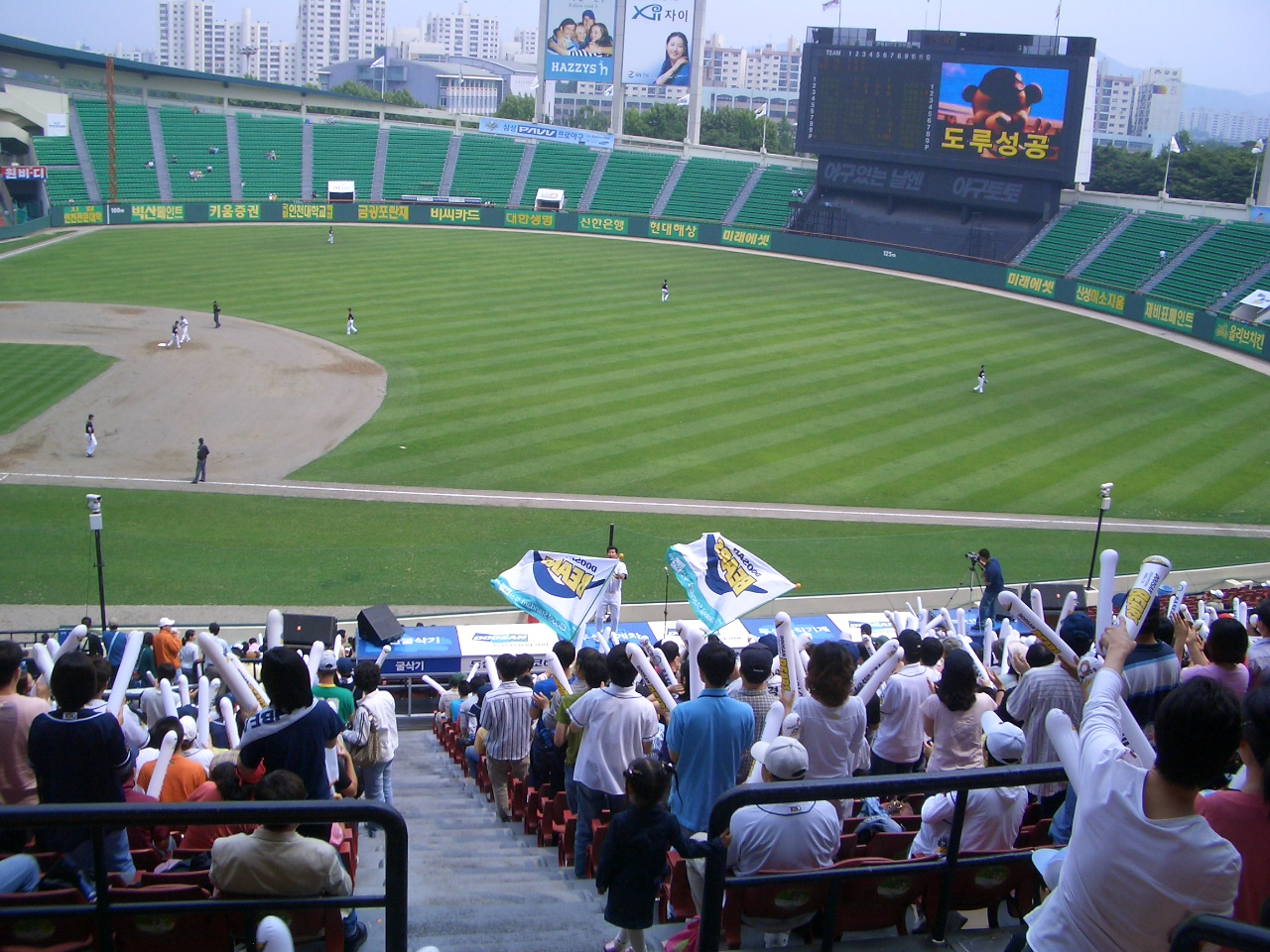
2006년, 서울 잠실 야구장 사진.

한국의 야구는 구한말, 1905년 미국인 선교사 필립 질레트 (한국명: 길례태)가 한국에 황성 YMCA 야구단을 조직하면서 시작되었다는게 정설이지만, 1905년 질레트 선교사가 국내에 야구를 들여왔다는 당초의 학설과는 달리 1899년에 이미 야구경기가 있었다는 사실이 확인됐다. 인천 영어야학회(현 영화초교) 일본인 학생 후지야마 후지사와의 일기장에 이미 '베이스볼'이란 공치기를 했다는 기록이 나와있다는 것이다.

## 일제 강점기의 야구
1922년 12월, 한국 대표팀은 미국 메이저 리그 선수들과 경기를 벌였는데, 당시 한국은 퍼시픽 코스트 리그 올스타로 구성된 이 팀에 3-23으로 패했다.

## 대한민국의 야구
1960년대, 은행을 중심으로 실업 야구 대회가 활성화를 이루면서 야구가 대한민국에서 대중적인 인기 스포츠로 자리매김하기 시작하였고, 1970년대에는 고등학교 야구 대회가 전 국민적인 관심을 받으며 전성기를 누렸다.

### 프로 야구
1980년대에는 프로 야구가 시작되었다. 1982년 MBC 청룡, 롯데 자이언츠, 삼성 라이온즈, OB 베어스, 해태 타이거즈, 삼미 슈퍼스타즈 등 모두 6개 팀으로 프로 리그가 출범했다. 대한민국 선수들은 1990년대 중반 박찬호가 로스앤젤레스 다저스에, 선동열이 주니치 드래곤즈에 입단하면서 일본, 미국 메이저 리그 무대로도 진출하기 시작했다.

### 국가 대표
대한민국 대표 야구단이 최초로 참가한 국제 경기는 1954년 필리핀 마닐라에서 열린 제1회 아시아 야구 선수권 대회였다. 이 첫 경기에서 한국은 일본에 0-6으로 완봉패했다. 그리고 1959년 3회 도쿄 대회에서는 1-20으로 패했다. 1982년 서울 잠실 야구장에서 열린 제27회 야구 월드컵 결승에서 일본에게 2-0으로 지다가 8회 김재박의 개구리 번트, 한대화의 3점 홈런 등으로 5-2로 역전 우승을 했다. 1990년대를 지나 2000년대에 들어선 뒤로, 2000년 시드니 올림픽에선 3,4위 결정전 상대 일본을 이기면서 동메달을 땄고,2006년 월드베이스볼클래식에서 4강진출을 하였고, 2008년 베이징 올림픽에선 결승전 상대 쿠바를 이기면서 금메달을 땄다. 그리고 2009년 월드베이스볼클래식에서는 준우승을 차지하였고, 2015년에는 WBSC 프리미어 12에서 초대 우승을 차지하기도 하였다.

### 아마추어 야구
프로가 아닌 초, 중, 고 , 대학 야구 및 사회인 야구 , 여자 야구 , 연예인 야구를 총칭한다. 특히 연예인 야구와 사회인 야구 , 여자 야구의 경우 전문 선수가 아닌 사람들이 취미로 야구를 한다.

## 같이 보기
- 대한민국의 프로 야구
- 대한민국의 고교 야구
- 대한민국의 사회인 야구
- 대한민국의 여자 야구